# Corvinae
Les corvinés (Corvinae) constituent l'une des cinq sous-familles de la famille des corvidés (Corvidae), et comprennent 64 espèces, réparties en huit[réf. nécessaire] genres.